# Robert Cock

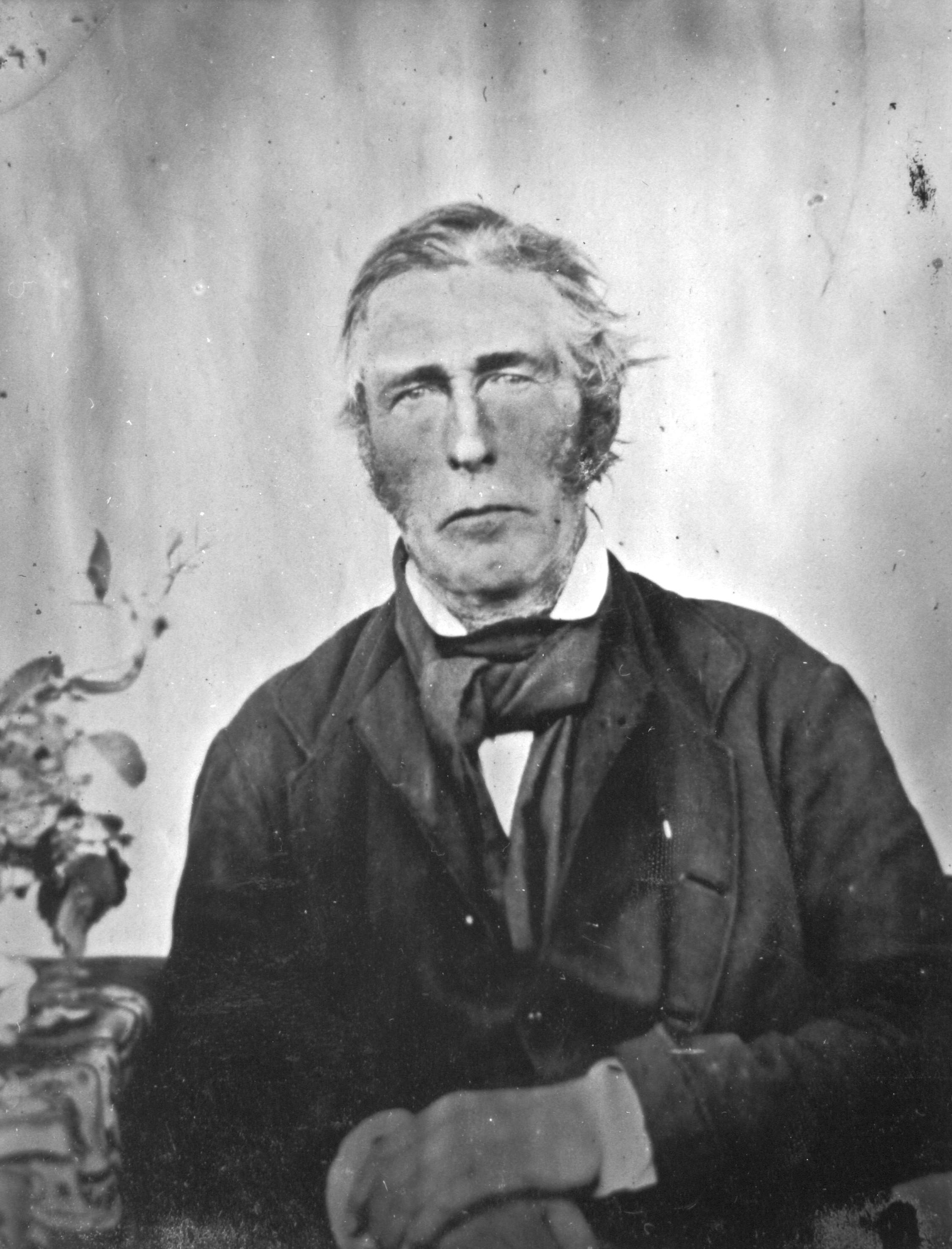
Robert Cock, cca. 1862

Robert Cock (n. 25 mai 1801; d. 23 martie 1871) a fost unul dintre primii exploratori europeni ai regiunii Adelaide din Australia de Sud după instituirea unei colonii noi în decembrie 1836.
Robert s-a născut în Dysart, Fife, Scoția, în 1801, și a ajuns în Australia de Sud împreună cu familia sa la bordul Buffalo HMS în decembrie 1836, astfel fiind în primul grup de locuitori ai noii colonii.
Robert stabilit în mod activ despre configurarea afacerile sale în noua colonie. El a înființat un fel de acoperiș de paie, în care el și soția lui și 6 copii trăit în timp ce el a construit o casă. Casa, atunci când a fost construită, a fost utilizată ca un depozit iar familia a rămas în adăpostul primitiv, în timp ce el își continuă explorările. El a fost numit adjudecătorul Australiei de Sud din primul guvern la începutul anului 1837, o poziție pe care a ocupat-o până în noiembrie 1838.
Pe lângă camerele de licitație , Robert a devenit un agent de teren, și a condus explorări efectuate de zonele din jurul Adelaide, precum și York și peninsulele Eyre.
În decembrie 1837, Robert a condus un grup format din William Finlayson, A. Wyatt și G. Barton, pentru a explora țara între Adelaide și Lacul Alexandrina. Plecând din Adelaide pe 25 decembrie, ei au devenit primii europeni care au urcat Mt Barker. Ei au trecut și au dat numele muntelui Hindmarsh și râurile Angas, ajungând la Lacul Alexandrina pe 31 decembrie.
(Hindmarsh a fost redenumit ulterior de Bremer). În jurnalul său, Robert a observat că regiunea era adecvată pentru viticole. Există o movila în Memorialul exploratorilor în Bridgewater, în apropiere de site-ul Bridgewater Mill. Cox's Creek (inițial Cock's Creek) a fost numit după Robert Cock.
În iunie 1838, Robert a descoperit o cale de transport prin Adelaide Hills, care a deschis comunicarea între Adelaide și regiunea Mt Barker.
În decembrie 1838, Robert și chirurgul, RG Jameson, a realizat o anchetă de coasta de est a Yorke Peninsula. Au ajuns la concluzia "Dacă am fi putut găsi un râu de apă proaspătă, ne-ar fi găsit-o într-o țară bună pentru întreținerea de turme și cirezi. De la populație numeroasă nativă este evident că nu există nici deficitul de apă proaspătă, cu toate că nu am putut găsi .
În iunie 1839, Robert a condus un grup pe barca  "Victoria", condusă de Captain Hutchinson. Ei au explorat Golful Spencer, traversând  malul de vest a Peninsulei Yorke și malurile Peninsulei Eyre. "Apa poate a avut de la zece la douăzeci de metri de la suprafață. După toate probabilitățile peninsula, în timp va fi un cartier agricol mare.
Robert a demonstrat, de asemenea, îngrijorarea pentru bunăstarea populației aborigene: "... Robert Cock a fost profund deranjat să constate că autoritățile locale încă nu a avut intenția de a onora angajamentul făcut în timp ce în Marea Britanie s-a făcut un fond pentru bunăstarea oamenilor și lea dat o cincime din teren. 'Am simțit că este de datoria mea', informând Protectoratul  local al Aborigenilor în 1838 ca ,autoritățile 'să plătească suma corespunzătoare pentru utilizarea nativilor'. El a negat faptul că banii au fost o donație și a zis că băștinașii din acel district îl au pe el ca stăpân al pământului .
După mai mulți ani în calitate de agent de teren, Robert a devenit fermier prima dată în dealurile Adelaide și mai târziu în Mt Gambier. Mai târziu, el a deschis o crâșmă în Mt Gambier.
Robert a murit în Mt Gambier, Australia de Sud în 1871 și este înmormântat în cimitirul pionierilor.